# Candlelight Records
Candlelight Records er et uafhængigt pladeselskab med beliggenhed i Europa oprindeligt grundlagt af bassisten fra Extreme Noise Terror, Lee Barrett selvom den havde haft en afdeling i USA siden januar 2001.  
Candlelight Records specialisere sig i black- og dødsmetal og har skrevet kontrakt med bands som Emperor, Obituary, 1349, Theatre of Tragedy og Zyklon. Bandet er kendt for at have udgivet tidlige albums fra indflydelsesrige bands som Opeth og Emperor. Candlelight Records er i en medvirksomhed med Appease Me Records og AFM Records.

## Artister
Candlelight Storbritannien: 1349, Abigail Williams, Age of Silence,* Averse Sefira,* Blut aus Nord, Carnal Forge,* Crionics, Crowbar, Dam, Daylight Dies, Emperor, Epoch of Unlight,* Forest Stream, Furze,* Grimfist, Ihsahn, Illdisposed,* Insomnium, Kaamos, Lost Eden,* Manes,* Mithras, Myrkskog, Nebelhexe,* Novembers Doom,* Octavia Sperati, October File,* Omnium Gatherum,* Onslaught,* Paganize,* Pantheon I,* Sear Bliss,* The Seventh Cross, Sigh,* Starkweather, Stonegard, Subterranean Masquerade,* Thine Eyes Bleed,* Throne of Katarsis,* To-Mera, Wolverine, Zyklon
* betegnet for ikke at være på Candlelights liste i USA.
Candlelight USA: Aeternus, Amoral, Audrey Horne, Bal-Sagoth, Battered, Bronx Casket Co., Capricorns, Candlemass, Centinex, Dark Funeral, Dead Man in Reno, Destruction, The Deviant, Dismember, Electric Wizard, Elvenking, Enslaved, Entombed, Firebird, Gorgoroth, Grand Magus, Hevein, Insense, Jorn, Jotunspor, Keep of Kalessin, Khold, Lord Belial, Manngard, Marduk, Masterplan, The Mighty Nimbus, Mindgrinder, Monolithe, Necrophobic, Nightmare, Of Graves and Gods, Obituary, Opeth, Overmars, P.H.O.B.O.S., Pro-Pain, The Project Hate MCMXCIX, Ram-Zet, Rob Rock, Sahg, Satariel, SCUM, Setherial, Seven Witches, Shakra, She Said Destroy, sHEAVY, Sinister, Slumber, Space Odyssey, Spektr, Susperia, Taint, Tenebre, Theatre of Tragedy, Thyrane, Thyrfing, Time Requiem, Torchbearer, Trendkill, U.D.O., Vader, Vreid, The Wake, Windir, Witchcraft,Whitechapel.